# Аввеї
Аввеї (дав-євр. עַוִּים) — згідно з П'ятикнижжям, народ, який мешкав на території сектора Гази до приходу туди кафторимів. Згадується в П'ятикнижжі двічі:

(16) І сталося, коли вигинули всі військо́ві і вимерли з-посеред наро́ду, (17) то Господь промовляв до мене, говорячи: (18) «Ти сьогодні прохо́диш моавську границю — Ар. (19) І при́йдеш близько до Аммонових синів, — не нена́видь їх і не драту́й їх, бо не дам тобі спа́дку з кра́ю Аммонових синів, бо Лотовим синам Я дав його на спа́дщину». (20) За край рефаїв вважався також він, — рефаї сиділи в ньому перед тим, а аммоні́тяни кликали їх: замзуми, (21) наро́д великий, і числе́нний, і високий, як ве́летні. І вигубив їх Господь перед ними, і вигнали їх, і осіли замість них, (22) як зробив Він Ісавовим синам, що сидять у Сеїрі, що заволоділи хореянами перед ними, — і вигнали їх, і осіли замість них, і сидя́ть аж до сьогодні. (23) А аввеїв, що сидять по оселях аж до Ази, вигубили їх кафтори, що вийшли з Кафтору, та й осіли замість них.
Повторення закону 2:23

У Книзі Ісуса Навина сказано, що землю аввеїв вважали однією з п'яти Ханаанських земель:

від Шіхору, що навпроти Єгипту, і аж до границі Екрону на пі́вніч, що до ханаанеянина залічений, п'ять филистимських князів: аззатський, ашдодський, ашкелонський, ґаттійський і екронський, та аввеї.
Книга Ісуса Навина 13:3